# Kiskunfélegyházai kistérség
A Kiskunfélegyházai kistérség kistérség Bács-Kiskun megyében, központja: Kiskunfélegyháza.

## Települései
| Bugac      | Bugacpusztaháza | Fülöpjakab    | Gátér      | Kiskunfélegyháza |
| Kunszállás | Pálmonostora    | Petőfiszállás | Tiszaalpár |                  |

## Fekvése
Központja, a 33 000 lakosú város a Duna-Tisza közén található. Jelentős közlekedési csomópont: a városon áthalad az 5-ös számú főút, az M5 autópálya. A város vasúti forgalma is kiemelkedő: a Budapest–Szeged vasútvonalon fekszik, de közvetlen vonatok közlekednek Kiskunhalasra, Szentesre, Lakitelekre és Szolnokra is. Kiskunfélegyháza optimális szálláshely a kirándulónak, hiszen a közelben található Bugac, a híres kiskunmajsai fürdő, a Tőserdő és a Tősfürdő, Ópusztaszer és a Kiskunsági Nemzeti Park.
Kiskunfélegyháza Budapesttől közúton alig 100 km-re található, amely az autópályának köszönhetően mindössze egyórás utat jelent.

## Története
2007-ben Jászszentlászló és Móricgát a Kiskunfélegyházai kistérségből a Kiskunmajsaiba kerültek.

## Nevezetességei
- A megannyi kiskunfélegyházi látnivalón kívül számos nevezetesség található a kistérségben.
- A lovairól nevezetes bugaci táj kedvelt kirándulóhely, idegenforgalmi célpont.
- Petőfiszállás közvetlen közelében találhatjuk a "Szent kutat", amely szintén megér egy zarándoklatot. Az évente megrendezett búcsúkor több ezer látogatója van a helynek.
- A Holt-Tisza Tiszaalpárról megtekintehtő.
- Itt született Petőfi Sándor költő és Móra Ferenc író.